# Bầu trời bên ngoài Trái Đất
Trong thiên văn học, một bầu trời ngoài Trái Đất là hình ảnh của không gian bên ngoài từ bề mặt của một hành tinh (hoặc vật thể ngoài không gian) ngoài Trái Đất.
Bầu trời ngoài Trái Đất duy nhất được các phi hành gia quan sát và chụp ảnh trực tiếp là Mặt Trăng. Bầu trời của Sao Kim, Sao Hỏa và Titan đã được quan sát bởi các tàu thăm dò không gian được thiết kế để đáp xuống bề mặt và gửi hình ảnh trở lại Trái Đất.
Bầu trời ngoài Trái Đất dường như thay đổi vì một số lý do. Một bầu khí quyển ngoài Trái Đất, nếu có, có một ảnh hưởng lớn đến các đặc điểm có thể nhìn thấy. Mật độ và thành phần hóa học của khí quyển có thể góp phần vào sự khác biệt về màu sắc, độ mờ đục (bao gồm cả sương mù) và sự hiện diện của các đám mây. Các vật thể thiên văn cũng có thể nhìn thấy và có thể bao gồm các vệ tinh tự nhiên, các vành đai, hệ sao và tinh vân và các cơ quan hệ hành tinh khác.
Đối với bầu trời không được quan sát trực tiếp hoặc gián tiếp, sự xuất hiện của chúng có thể được mô phỏng dựa trên các yếu tố đã biết, chẳng hạn như vị trí của các vật thể thiên văn so với thành phần bề mặt và khí quyển.

## Sao Thủy

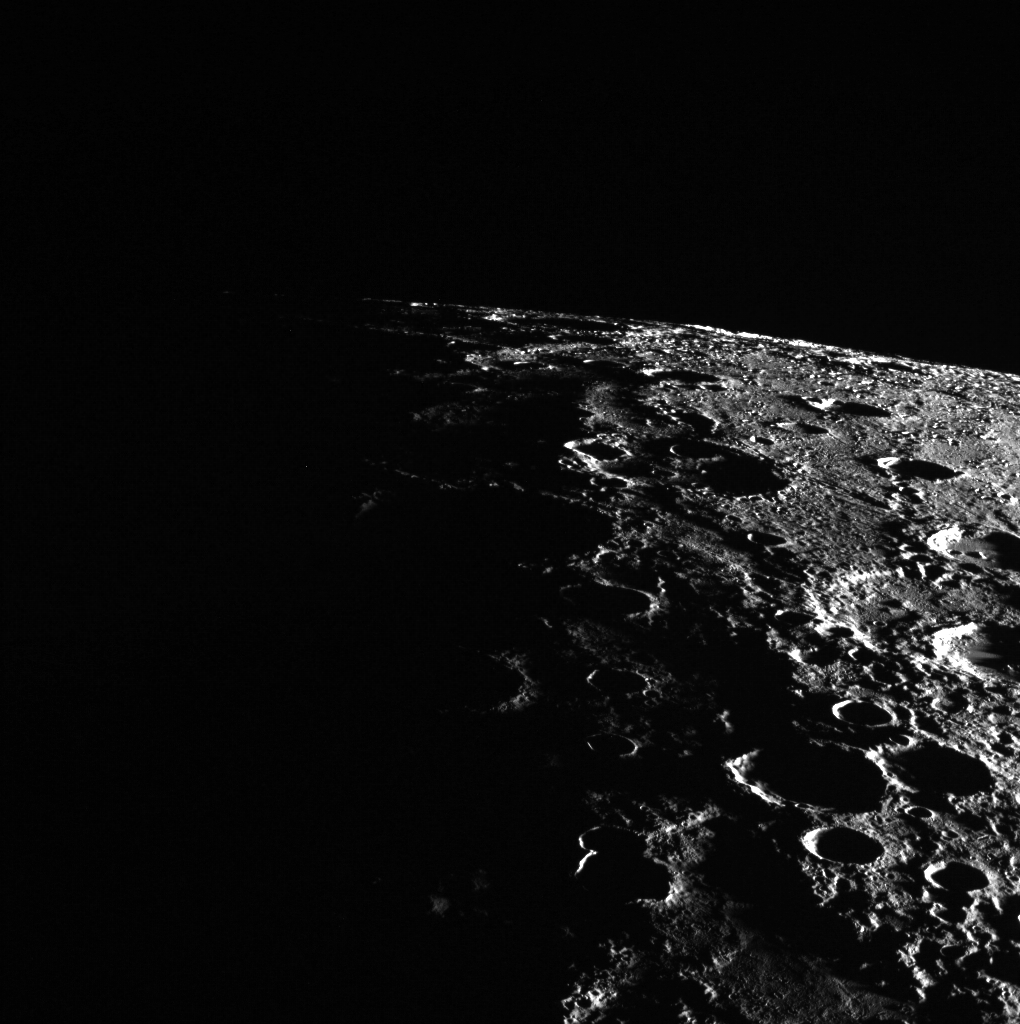
Sao Thủy - bầu trời nhìn từ bề mặt

Vì Sao Thủy có ít hoặc không có khí quyển, nên một cái nhìn về bầu trời trên hành tinh này sẽ không khác gì nhìn không gian từ quỹ đạo. Sao Thủy có một ngôi sao sáng ở cực nam, Alpha Pictoris. Nó mờ hơn sao Bắc Đẩu (Polaris) của Trái Đất trong chòm sao Tiểu Hùng.

### Mặt Trời từ Sao Thủy
Trung bình, đường kính khả kiến của Mặt Trời trên Sao Thủy xuất hiện lớn gấp 2,5 lần so với Trái Đất và tổng độ sáng của nó lớn hơn 6 lần. Do quỹ đạo của hành tinh, đường kính rõ ràng của Mặt Trời trên bầu trời sẽ thay đổi từ 2,2 lần so với Trái Đất đến 3,2 lần. Mặt Trời sẽ sáng hơn gấp mười lần.
Do sự tự quay chậm chạp của nó, một ngày trên Sao Thủy kéo dài khoảng 176 ngày Trái Đất.

### Các hành tinh khác nhìn từ sao Thủy
Sau Mặt Trời, thiên thể sáng thứ hai trên bầu trời Sao Thủy là Sao Kim, nó sáng hơn nhiều so với trên Trái Đất.
Trái Đất và Mặt Trăng cũng rất nổi bật trên bầu trời Sao Thủy, tương ứng lên đến -1,2. Tất cả các hành tinh khác đều có thể thấy được giống như chúng ở trên Trái Đất, nhưng có phần kém sáng hơn khi chúng xung đối.

## Sao Kim

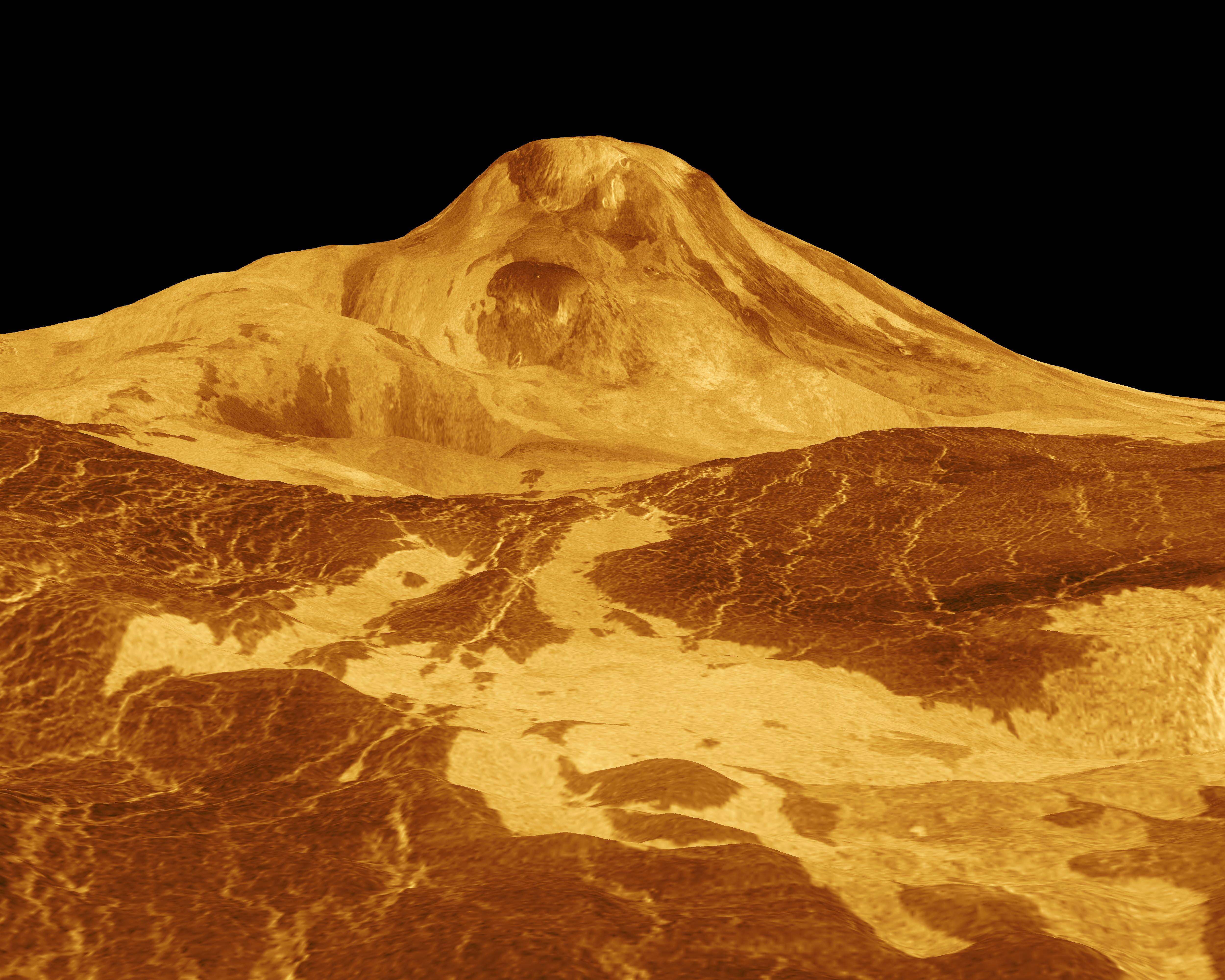
Sao Kim - bầu trời nhìn từ bề mặt.

Khí quyển Sao Kim dày đến nỗi Mặt Trời không thể dễ dàng nhìn thấy trên bầu trời vào ban ngày và các ngôi sao không thể nhìn thấy vào ban đêm. Bức ảnh màu được chụp bởi các tàu thăm dò không gian cho thấy bầu trời trên Sao Kim có màu da cam. Nếu Mặt Trời có thể được nhìn thấy từ bề mặt của Sao Kim, thời gian từ lúc Mặt Trời mọc đến lần Mặt Trời mọc tiếp theo sẽ là khoảng 117 ngày Trái Đất. Do sự quay nghịch hành của Sao Kim, Mặt Trời sẽ xuất hiện ở phía tây và lặn ở phía đông.
Một quan sát viên đứng trên các đám mây của Sao Kim sẽ vòng quanh hành tinh trong khoảng bốn ngày Trái Đất và nhìn thấy bầu trời trong đó Trái Đất và Mặt Trăng tỏa sáng rực rỡ. Sao Thủy cũng dễ dàng nhận ra, vì nó nằm gần và sáng hơn và vì ly giác cực đại từ Mặt Trời của hành tinh lớn hơn đáng kể so với khi quan sát từ Trái Đất.

## Mặt Trăng
Khí quyển Mặt Trăng rất mỏng nên bầu trời luôn luôn có màu đen, giống với Sao Thủy. Tuy nhiên, Mặt Trời sáng đến mức không thể nhìn thấy các ngôi sao vào ban ngày, trừ khi  một người quan sát được phải che ánh sáng Mặt Trời thật kỹ.

### Mặt Trời nhìn từ Mặt Trăng
Mặt Trời nhìn từ Mặt trăng cũng giống với Mặt Trời nhìn từ từ quỹ đạo Trái Đất, sáng hơn một chút so với trên bề mặt Trái Đất và sẽ có màu trắng tinh, do không bị tán xạ và hấp thụ trong khí quyển rất mỏng của Mặt Trăng.
Do vị trí và quỹ đạo của Mặt Trăng, Mặt Trời gần như luôn đi cùng một đường đi trên bầu trời Mặt Trăng trong suốt một năm. Kết quả, có những hố va chạm và thung lũng nằm gần các cực của Mặt Trăng không bao giờ nhận được ánh sáng Mặt Trời trực tiếp, đồng thời có thể tồn tại những ngọn núi và đỉnh đồi không hề nằm trong bóng tối.

### Trái Đất nhìn từ Mặt Trăng

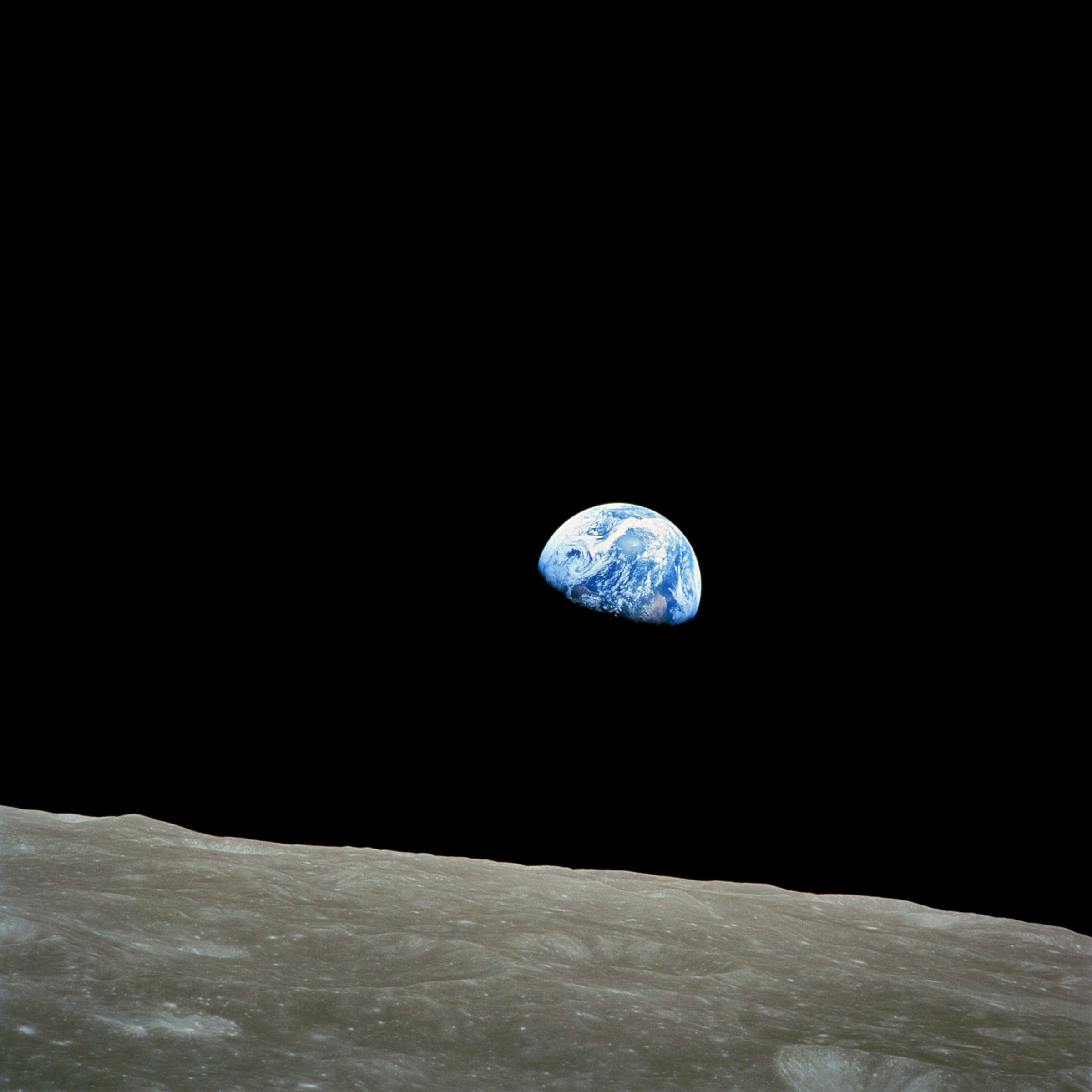
Bức ảnh đi vào lịch sử về bầu trời ngoài Trái Đất —Trái Đất mọc, Trái Đất nhìn từ Mặt Trăng. Chụp bởi phi hành gia William Anders thuộc sứ mệnh Apollo 8 trong khi ở quỹ đạo Mặt Trăng vào ngày 24 tháng 12 năm 1968.

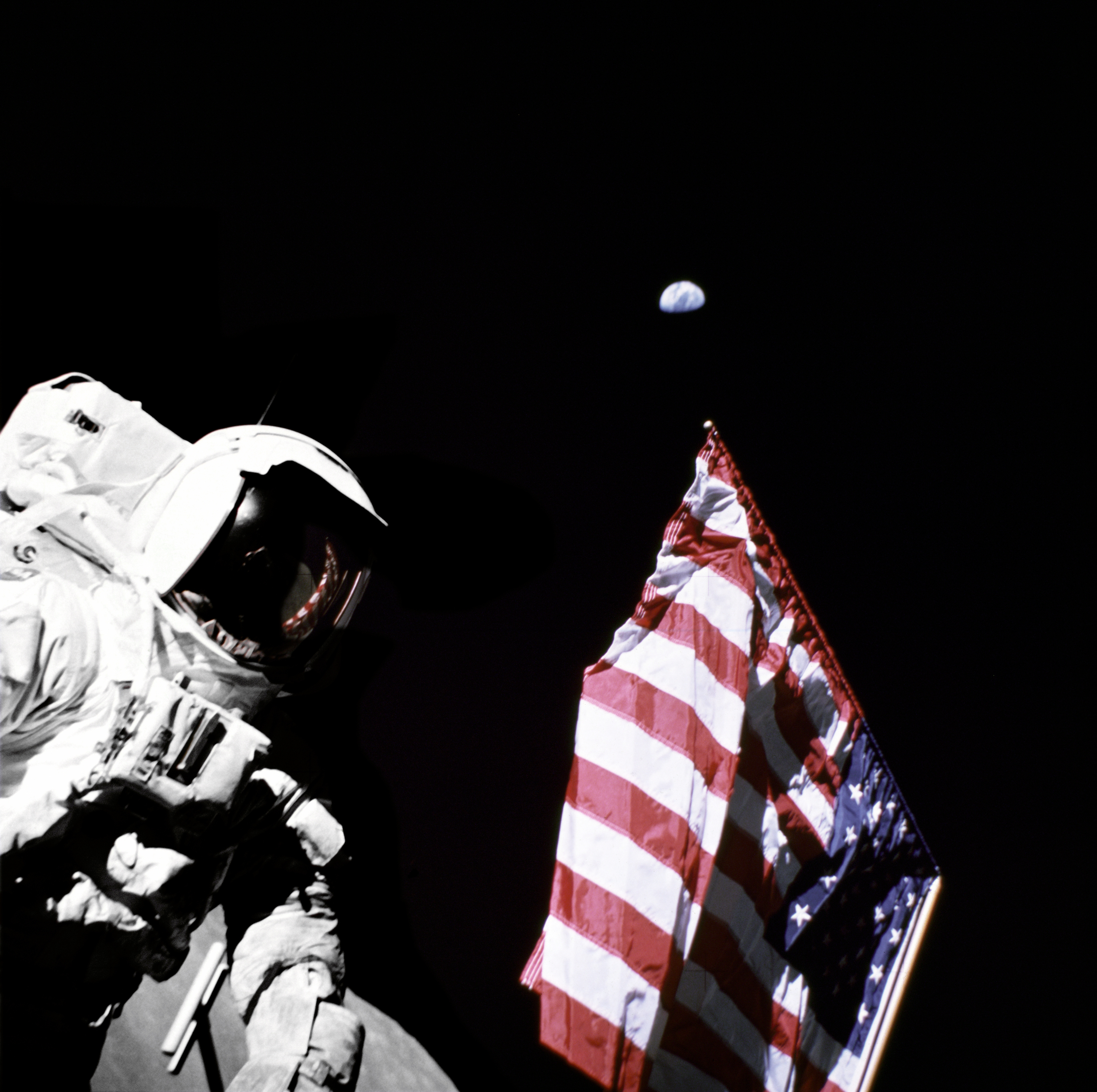
Phi hành gia thuộc sứ mệnh Apollo 17 Harrison Schmitt đứng trên Mặt Trăng với Trái Đất có thể thấy được trên bầu trời.

Thiên thể nổi bật nhất của bầu trời Mặt Trăng là Trái Đất. Trái Đất xuất hiện với các pha, giống như Mặt Trăng hiện ra các pha đối với những quan sát viên trên Trái Đất. Tuy nhiên, các giai đoạn lại trái ngược nhau: khi một quan sát viên trên Trái Đất nhìn thấy trăng tròn thì một quan sát viên trên Mặt Trăng sẽ nhìn thấy một pha "Trái Đất non" và ngược lại. Toàn bộ Trái Đất sáng gấp 50 lần so với trăng tròn ở thời điểm sáng nhất đối với quan sát viên trên Trái Đất. Ánh sáng Trái Đất phản chiếu trên nửa phần tối hơn của Mặt Trăng đủ sáng để có thể nhìn thấy từ Trái Đất và được gọi là "Ánh đất".
Do sự tự quay của Mặt Trăng, một mặt của Mặt Trăng ("mặt nửa nhìn thấy được của Mặt Trăng") vĩnh viễn quay về phía Trái Đất và mặt còn lại ("mặt nửa không nhìn thấy được của Mặt Trăng" hay "mặt tối") hầu như không thể nhìn thấy từ Trái Đất. Ngược lại, điều này có nghĩa là Trái Đất chỉ có thể được nhìn thấy từ phía nửa nhìn thấy được của Mặt Trăng và sẽ luôn vô hình từ phía mặt tối.

### Thiên thực nhìn từ Mặt Trăng
Trái Đất và Mặt Trời đôi lúc cũng bắt gặp nhau trên bầu trời Mặt Trăng, gây ra hiện tượng thiên thực. Trên Trái Đất, người ta sẽ nhìn thấy nguyệt thực, khi Mặt Trăng đi qua bóng của Trái Đất. Trong khi trên Mặt Trăng, người ta sẽ nhìn thấy nhật thực, khi Mặt Trời đi sau Trái Đất. Vì đường kính biểu kiến của Trái Đất lớn gấp bốn lần đường kính của Mặt Trời nên Mặt Trời sẽ bị ẩn sau Trái Đất trong nhiều giờ. Khí quyển của Trái Đất sẽ nhìn thấy dưới dạng một vành đai màu đỏ.
Mặt khác, bóng nhật thực xảy ra khi Mặt Trăng chặn ánh sáng Mặt Trời đến Trái Đất, sẽ không ngoạn mục đối với những quan sát viên trên Mặt Trăng quan sát Trái Đất: bóng của Mặt Trăng gần như nhọn lại trên bề mặt Trái Đất. Một mảng tối mờ sẽ gần như không thấy được. Hiện tượng này có thể đem so với bóng của một quả bóng gôn do ánh sáng Mặt Trời chiếu lên một vật cách đó 5 m. Những quan sát viên trên Mặt Trăng với kính viễn vọng có thể phân biệt được bóng của vùng bóng tối như một điểm tối ở tâm của một vùng ít tối hơn (bóng nửa tối) di chuyển trên toàn bộ đĩa Trái Đất. Về cơ bản, nó trông giống trường hợp Đài Quan sát Khí hậu Không gian sâu (DSCOVR), nó quay quanh Trái Đất tại điểm Lagrange L1 trong hệ thống Mặt Trời-Trái Đất, điểm này cách Trái Đất 1,5 triệu km.
Tóm lại, bất cứ khi nào hiện tượng thiên thực nào đó xảy ra trên Trái Đất thì một hiện tượng thiên thực khác cũng sẽ xảy ra trên Mặt Trăng. Thiên thực xảy ra đối với những quan sát viên trên cả Trái Đất và Mặt Trăng, bất cứ khi nào hai thiên thể và Mặt Trời thẳng hàng.

## Sao Hỏa
Sao Hỏa có một lớp khí quyển mỏng. Tuy nhiên, nó cực kỳ bụi bặm và có nhiều ánh sáng bị phân tán khắp nơi. Do đó, bầu trời khá sáng vào ban ngày và không thể nhìn thấy các ngôi sao.

### Màu sắc của bầu trời Sao Hỏa

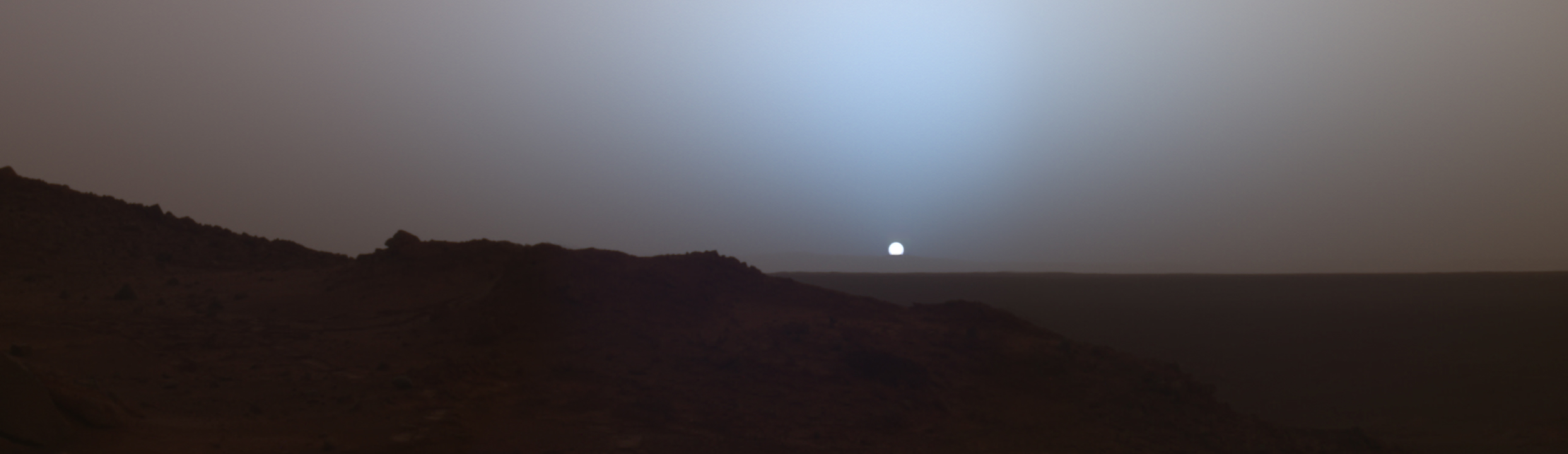
Bầu trời Sao Hỏa lúc hoàng hôn, chụp bởi robot tự hành Spirit vào tháng 7 năm 2005.

Việc chụp được những bức ảnh màu chính xác từ bề mặt Sao Hỏa là một điều khó khăn. Trong nhiều năm, bầu trời trên Sao Hỏa được cho là có màu ngả hồng hơn hiện nay.
Ngày nay người ta biết rằng vào ngày Sao Hỏa, bầu trời có màu bánh bơ (vàng/nâu). Vào lúc hoàng hôn và bình minh, bầu trời có màu hồng nhưng ở vùng gần Mặt Trời lặn thì bầu trời có màu xanh dương. Điều này trái ngược với trên Trái Đất. Hoàng hôn kéo dài rất lâu sau khi Mặt Trời lặn và trước khi mọc do có bụi bay lên cao trong khí quyển Sao Hỏa.
Trên Sao Hỏa, bầu trời có màu đỏ là do sự hiện diện của sắt(III) oxit trong các hạt bụi trên không. Những hạt này có kích thước lớn hơn những phân tử khí nên phần lớn ánh sáng bị tán xạ. Những hạt bụi hấp thụ ánh sáng xanh và tán xạ các bước sóng dài hơn (như đỏ, cam, vàng).

### Mặt Trời nhìn từ Sao Hỏa
Mặt Trời nhìn từ Sao Hỏa lớn khoảng 5⁄8 so với Mặt Trời nhìn từ Trái Đất và tỏa đến 40% ánh sáng, xấp xỉ độ sáng Mặt Trời vào buổi chiều hơi nhiều mây trên Trái Đất.

### Các vệ tinh tự nhiên nhìn từ Sao Hỏa

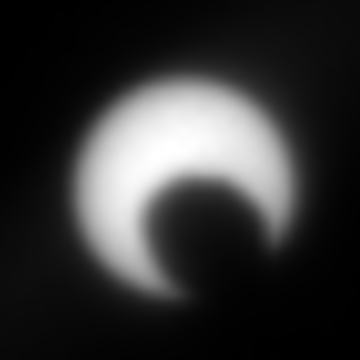
Phobos quá cảnh Mặt Trời nhìn từ Sao Hỏa, chụp từ robot tự hành Opportunity vào ngày 10 tháng 3 năm 2004.

Sao Hỏa có hai vệ tinh tự nhiên nhỏ: Phobos và Deimos. Nhìn từ bề mặt Sao Hỏa, Phobos có đường kính bằng một phần ba đến một nửa đường kính biểu kiến của Mặt Trời, trong khi Deimos chỉ lớn hơn một chấm nhỏ thông thường.
Do quỹ đạo của Sao Hỏa, Phobos mọc lên ở phía tây và lặn ở phía đông còn Deimos mọc ở phía đông và lặn ở phía tây, giống như một vệ tinh tự nhiên "thông thường", mặc dù hình dáng của nó nếu nhìn bằng mắt thường sẽ trông giống như một ngôi sao. Phobos và Deimos đều có thể che khuất Mặt Trời khi nhìn từ Sao Hỏa, mặc dù cả hai đều không thể che phủ hoàn toàn đĩa Mặt Trời và vì vậy trên thực tế sự kiện này được gọi là hiện tượng quá cảnh chứ không phải hiện tượng thiên thực.

### Trái Đất và Mặt Trăng nhìn từ Sao Hỏa
Trái Đất có thể nhìn thấy từ Sao Hỏa dưới dạng một sao đôi. Mặt Trăng sẽ xuất hiện bên cạnh Trái Đất như một ngôi sao đồng hành mờ nhạt hơn.

### Sao Kim nhìn từ Sao Hỏa
Sao Kim nhìn từ Sao Hỏa dưới dạng một ngôi sao với độ sáng biểu kiến lên đến khoảng -3,2.

### Các hành tinh vòng ngoài nhìn từ Sao Hỏa
So với góc nhìn của chúng từ Trái Đất, các hành tinh vòng ngoài (Sao Mộc, Sao Thổ, Sao Thiên Vương và Sao Hải Vương) sẽ sáng hơn một chút khi chúng xung đối, nhưng hơi mờ hơn khi chúng giao hội.

### Bầu trời trên các vệ tinh tự nhiên của Sao Hỏa
Nhìn từ Phobos, Sao Hỏa trông lớn gấp 6.400 lần và sáng gấp 2.500 lần so với thời điểm trăng tròn khi nhìn từ Trái Đất. Còn khi nhìn từ Deimos, Sao Hỏa có vẻ lớn gấp 1.000 lần và sáng gấp 400 lần so với thời điểm trăng tròn khi nhìn từ Trái Đất.

## Vành đai tiểu hành tinh
Vành đai tiểu hành tinh có sự phân bố các tiểu hành tinh thưa thớt và hầu hết chúng đều có kích thước rất nhỏ, do đó một quan sát viên nhìn lên bầu trời trên một tiểu hành tinh sẽ khó có thể nhìn thấy một tiểu hành tinh khác nếu không có sự trợ giúp của kính viễn vọng. Một số tiểu hành tinh đi qua quỹ đạo của các hành tinh đôi khi có thể đến đủ gần một hành tinh hoặc tiểu hành tinh để quan sát viên từ tiểu hành tinh đó có thể nhìn ra đĩa của thiên thể gần đó mà không cần sự trợ giúp của ống nhòm hoặc kính viễn vọng.

## Sao Mộc
Mặc dù chưa từng có bức ảnh nào chụp góc nhìn từ khí quyển Sao Mộc, nhưng các đồ hoạ thường cho rằng bầu trời trên hành tinh này có màu xanh dương dù mờ hơn bầu trời trên Trái Đất, vì ánh sáng Mặt Trời ở bầu trời Sao Mộc mờ gấp 27 lần, ít nhất là ở đỉnh phía trên khí quyển Sao Mộc. Các vành đai hẹp của hành tinh có thể thấy trông mờ nhạt từ các vĩ độ ở phía trên đường xích đạo. Đi sâu hơn vào khí quyển, Mặt Trời sẽ bị che khuất bởi những đám mây và sương mù đầy màu sắc riêng biệt, phổ biến nhất vẫn là màu xanh dương, nâu và đỏ. Mặc dù có rất nhiều giả thuyết về nguyên nhân tạo ra màu sắc của các đám mây nhưng hiện tại vẫn chưa có câu trả lời rõ ràng.  Nhìn từ Sao Mộc, Mặt Trời dường như chỉ nhỏ hơn một phần tư kích thước Mặt Trời khi nhìn từ Trái Đất.

### Các vệ tinh tự nhiên của Sao Mộc khi nhìn từ Sao Mộc

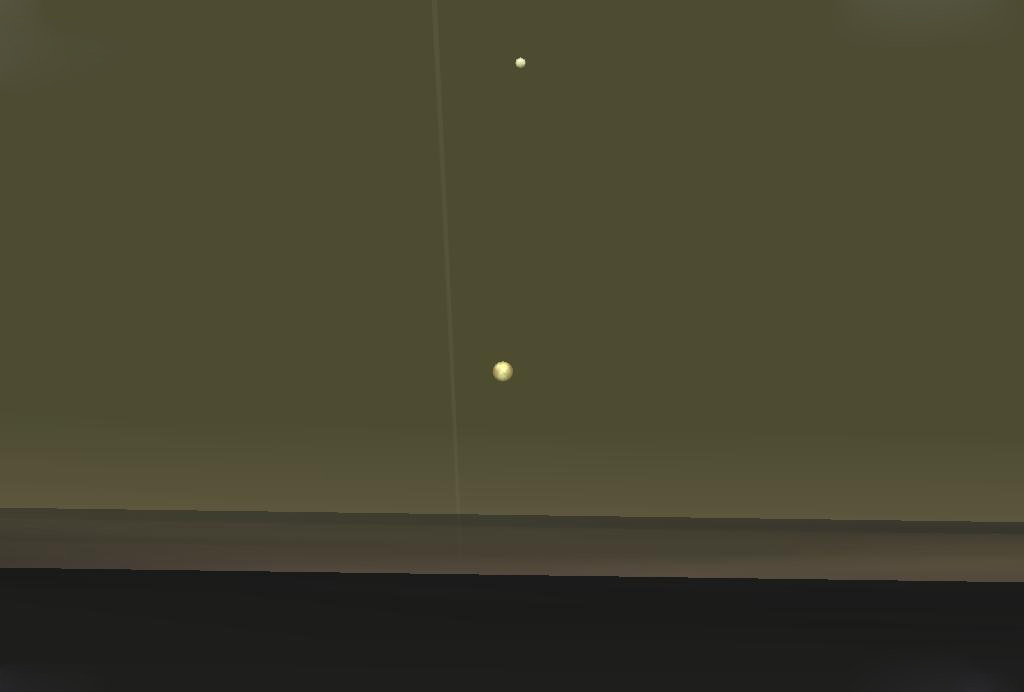
Io, Europa và vành đai Sao Mộc khi nhìn từ Sao Mộc (góc nhìn mô phỏng).

Ngoài Mặt Trời ra, thiên thể nổi bật nhất trên bầu trời Sao Mộc là bốn vệ tinh Galileo. Trong đó, Io là vệ tinh gần hành tinh nhất, sẽ lớn hơn một chút so với lúc trăng tròn trên bầu trời Trái Đất dù trông ít sáng hơn và sẽ là vệ tinh lớn nhất trong Hệ Mặt Trời khi nhìn từ Sao Mộc. Độ sáng cao hơn của Europa sẽ không vượt quá khoảng cách lớn hơn giữa nó với Sao Mộc, vì thế nó sẽ không sáng hơn Io. Ganymede, vệ tinh Galileo thứ ba tính từ Sao Mộc và là vệ tinh lớn nhất của Sao Mộc và cả Hệ Mặt Trời, sẽ sáng gần bằng Io và Europa nhưng chỉ có kích thước bằng một nửa Io. Callisto lại nằm xa hơn, sẽ chỉ có kích thước bằng một phần tư Io.
Không có các đặc trưng bề mặt nào trên các vệ tinh của Sao Mộc hiện lên nổi bật như các biển Mặt Trăng khi nhìn từ Trái Đất. Các mảng tối và sáng sẽ hiện rõ trên bề mặt Io do màu sắc của lưu huỳnh phủ khắp Io và các ngọn núi lửa lớn nhất được xác định như các điểm tối, nhưng việc thiếu các đặc trưng lớn và tương phản dẫn đến quan sát nó kém hiệu quả. Tuy nhiên, Europa sẽ xuất hiện dưới dạng một đĩa trắng hoàn toàn không có đặc trưng nổi bật gì. Ngay cả khi nhìn gần, hầu hết các bức ảnh chụp từ tàu vũ trụ đều sử dụng tính năng tăng cường độ tương phản để hiển thị rõ ràng các vết nứt trên bề mặt băng giá của Europa. Các mảng sáng và tối mơ hồ sẽ hiện lên trên bề mặt Ganymede, trong khi Callisto ở quá xa để có thể tạo ra bất kỳ đặc trưng nổi bật nào.
Cả bốn vệ tinh Galileo đều nổi bật vì chúng chuyển động rất nhanh so với Mặt Trăng. Tất cả chúng đều đủ lớn để che khuất hoàn toàn Mặt Trời.
Các vệ tinh nhỏ ở vòng trong của Sao Mộc chỉ xuất hiện dưới dạng các điểm giống như ngôi sao ngoại trừ Amalthea, đôi khi có kích thước biểu kiến lớn như Callisto. Tuy nhiên, tất cả chúng đều sáng hơn bất kỳ ngôi sao nào. Các vệ tinh vòng ngoài sẽ trở nên vô hình ngoại trừ Himalia, chúng chỉ xuất hiện dưới dạng một điểm mờ giống như ngôi sao khi nhìn bằng mắt thường trong những trường hợp thuận lợi.

### Bầu trời trên các vệ tinh tự nhiên của Sao Mộc

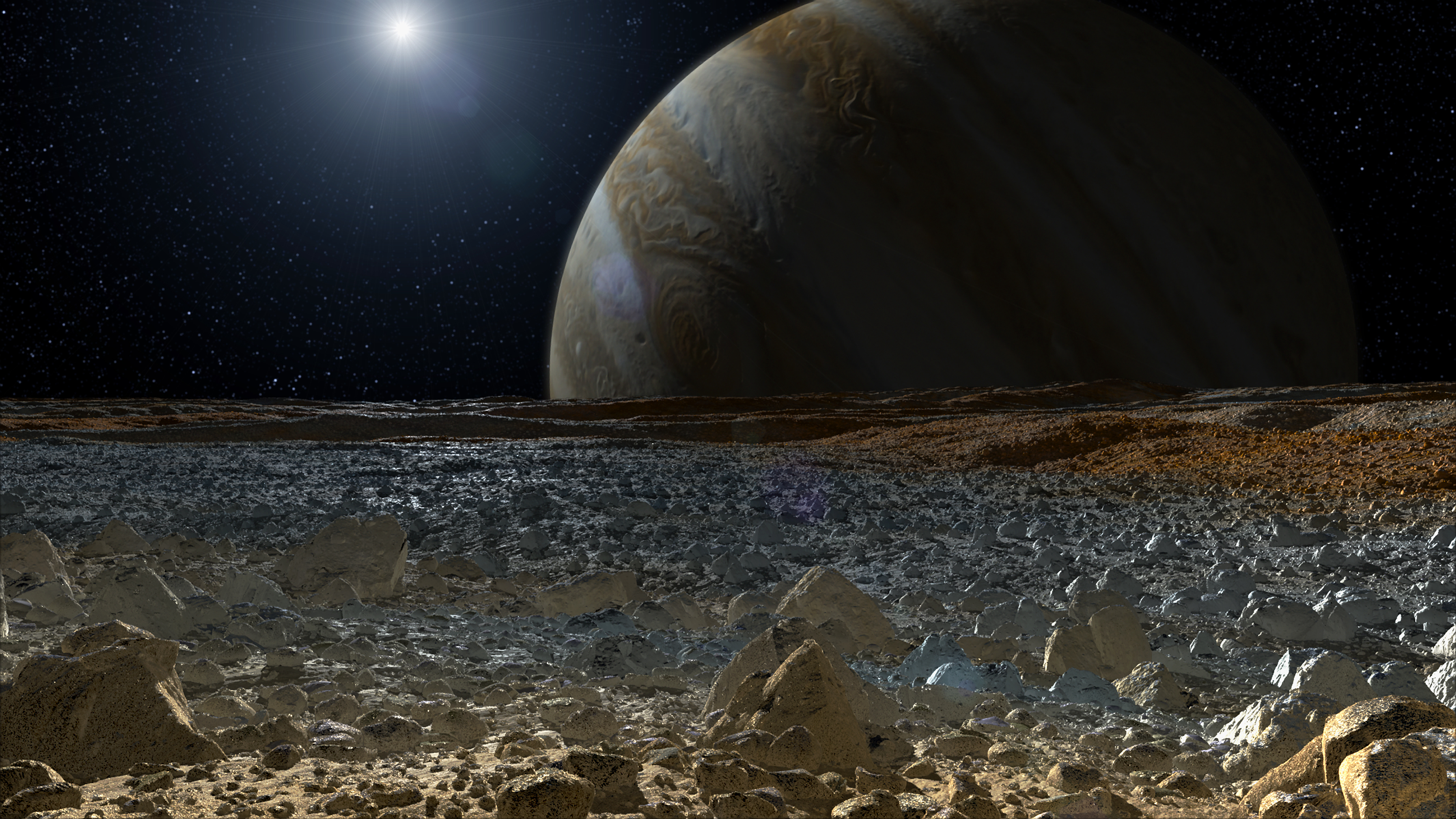
Mặt Trời (phía trên bên trái) và Sao Mộc (giữa) nhìn từ Europa.

Không có vệ tinh tự nhiên nào của Sao Mộc có sự hiện diện của khí quyển, vì vậy bầu trời của chúng có màu đen hoặc gần như màu đen. Đối với quan sát viên đứng trên một trong các vệ tinh, đặc trưng nổi bật nhất của bầu trời cho đến nay là Sao Mộc.
Bởi vì các vệ tinh vòng trong quay đồng bộ quanh Sao Mộc nên hành tinh này hiện lên gần như cùng một vị trí trên bầu trời của chúng. Chẳng hạn, những quan sát viên đứng trên một mặt của các vệ tinh Galileo quay mặt khỏi Sao Mộc, sẽ không bao giờ nhìn thấy Sao Mộc.
Nhìn từ các vệ tinh của Sao Mộc, nhật thực do các vệ tinh Galileo gây ra sẽ rất ngoạn mục bởi quan sát viên sẽ nhìn thấy bóng hình tròn của vệ tinh đang bị che khuất di chuyển trên bề mặt Sao Mộc.

## Sao Thổ

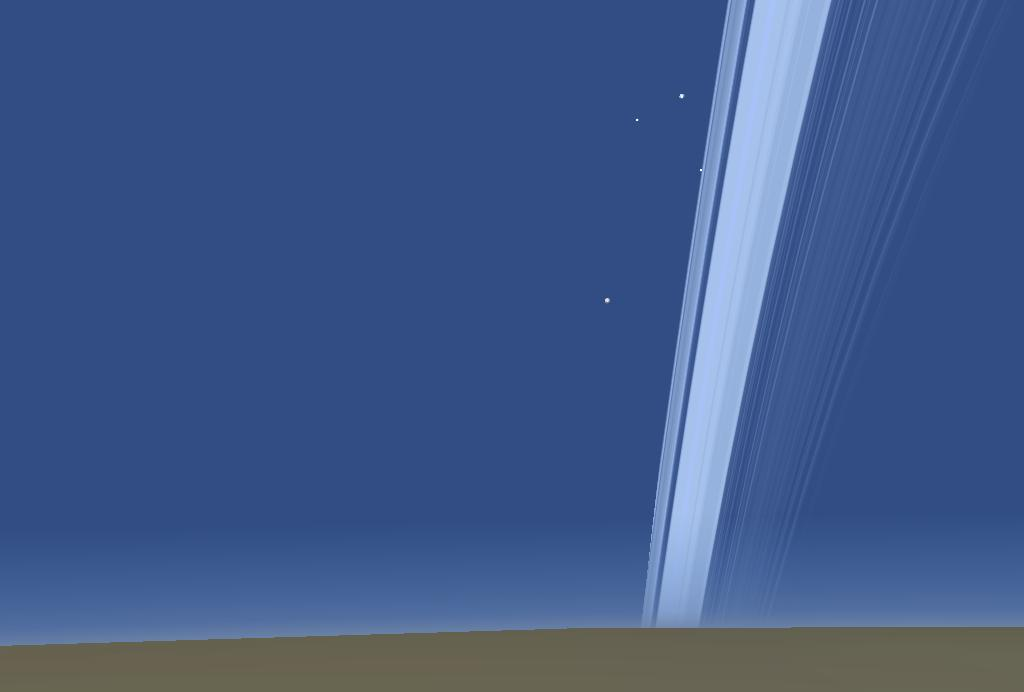
Vành đai Sao Thổ (góc nhìn mô phỏng).

Bầu trời ở đỉnh phía trên cùng của khí quyển Sao Thổ có màu xanh dương, nhưng màu sắc chủ đạo của các tầng mây cho thấy nó có thể có màu hơi vàng khi đi sâu hơn trên khí quyển. Vành đai Sao Thổ gần như có thể nhìn thấy được từ đỉnh phía trên cùng của khí quyển. Các vành đai mỏng đến mức từ vị trí trên đường xích đạo của Sao Thổ, chúng gần như không thể nhìn thấy được. Tuy nhiên khi nhìn từ mỗi vùng khác trên hành tinh, chúng có thể được thấy tựa như một vòng cung ngoạn mục trải dài qua nửa thiên cầu.
Các vệ tinh tự nhiên của Sao Thổ trông không mấy ấn tượng trên bầu trời Sao Thổ, vì hầu hết chúng đều khá nhỏ và các vệ tinh lớn nhất đều nằm cách xa hành tinh này. Ngay cả vệ tinh lớn nhất của Sao Thổ là Titan khi nhìn từ bầu trời Sao Thổ cũng chỉ có kích thước bằng một nửa Mặt Trăng của Trái Đất. Trên thực tế, Titan là vệ tinh lớn mờ nhạt nhất do khoảng cách rất xa Sao Thổ và độ mờ của vệ tinh. Mimas, Enceladus, Tethys, Dione và Rhea lại sáng hơn. Hầu hết các vệ tinh vòng trong sẽ xuất hiện dưới dạng các điểm sáng giống như ngôi sao (ngoại trừ Janus), mặc dù hầu hết chúng sẽ tỏa sáng hơn bất kỳ ngôi sao nào. Không có vệ tinh vòng ngoài nào có thể thấy được, ngoại trừ Phoebe sẽ rất mờ nhạt.

### Bầu trời trên các vệ tinh tự nhiên của Sao Thổ
Vì các vệ tinh vòng trong của Sao Thổ đều quay đồng bộ nên hành tinh này luôn xuất hiện cùng một vị trí trên bầu trời của chúng. Những quan sát viên đứng trên một mặt của các vệ tinh khi quay mặt ra khỏi Sao Thổ thì sẽ không bao giờ nhìn thấy Sao Thổ. Trên bầu trời các vệ tinh vòng trong, Sao Thổ là một thiên thể khổng lồ.

#### Vành đai nhìn từ các vệ tinh tự nhiên của Sao Thổ
Vành đai Sao Thổ sẽ không nổi bật so với hầu hết các vệ tinh tự nhiên. Điều này là do các vành đai này tuy rộng lớn nhưng lại không dày đặc. Các vành đai đều có các rìa và trên thực tế không thể thấy được chúng từ các vệ tinh vòng trong. Từ các vệ tinh vòng ngoài (từ Iapetus) sẽ có được góc nhìn xiên hơn về các vành đai, mặc dù khoảng cách lớn hơn sẽ khiến Sao Thổ trông nhỏ hơn trên bầu trời của chúng. Nhìn từ Phoebe, vệ tinh dị thường lớn nhất của Sao Thổ, hành tinh sẽ chỉ lớn bằng  khi nhìn từ Trái Đất. Góc nhìn tốt nhất về các vành đai có thể là từ vệ tinh phía trong Mimas và nó nằm khá gần vành đai Sao Thổ. Các vệ tinh đồng quỹ đạo như Epimetheus và Janus cũng sẽ có được tầm nhìn tốt về vành đai Sao Thổ. Sau đó là Tethys, Dione và nhiều vệ tinh vòng ngoài khác có thể xác định được.

#### Bầu trời trên Titan
Titan là vệ tinh tự nhiên duy nhất trong Hệ Mặt Trời có khí quyển dày. Bầu trời trên Titan có màu cam quýt nhạt. Tuy nhiên, một phi hành gia đứng trên bề mặt Titan sẽ nhìn thấy màu nâu nhạt hoặc cam đậm. Do khoảng cách đến Mặt Trời xa hơn và khí quyển dày, bề mặt Titan chỉ nhận được khoảng 1⁄3000 ánh sáng Mặt Trời so với lượng ánh sáng Mặt Trời nhận được từ Trái Đất, do đó ban ngày trên Titan chỉ sáng như chạng vạng trên Trái Đất. Có vẻ như Sao Thổ vô hình vĩnh viễn sau lớp sương mù màu cam và thậm chí Mặt Trời cũng chỉ là một mảng sáng trong đám mây mù, hầu như không chiếu sáng được bề mặt băng và hồ metan trên Titan. Tuy nhiên ở tầng thượng quyển của Titan, bầu trời sẽ có màu xanh dương và sẽ có thể nhìn thấy Sao Thổ. Với khí quyển dày đặc và hứng chịu mưa mêtan, Titan là thiên thể duy nhất ngoài Trái Đất có thể hình thành cầu vồng trên bề mặt. Tuy nhiên với độ dày cực kỳ lớn của khí quyển trong ánh sáng khả kiến, phần lớn cầu vồng sẽ nằm ở vùng hồng ngoại.

#### Bầu trời trên Enceladus

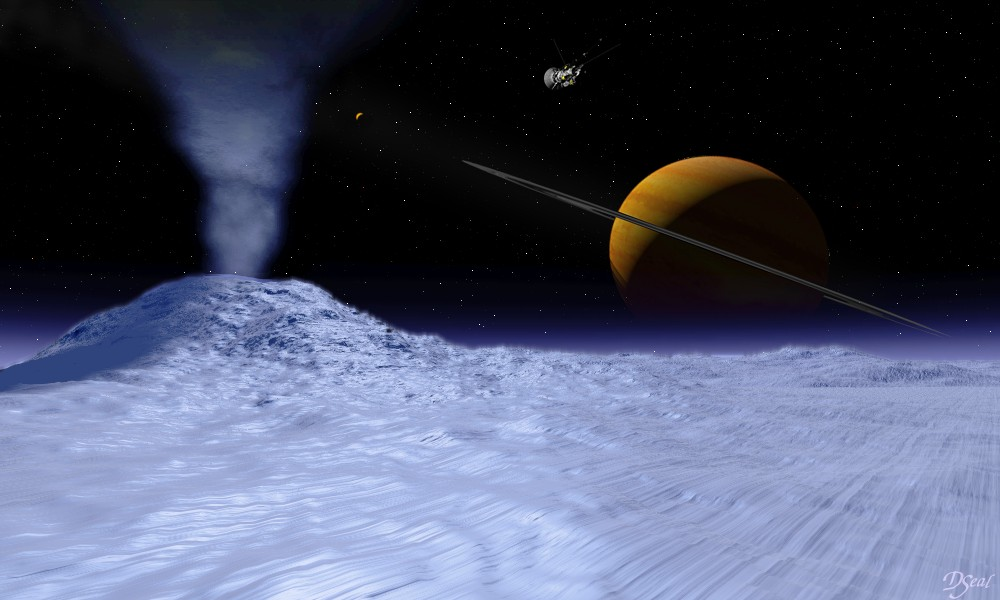
Bầu trời trên Enceladus (ảnh minh họa).

Nhìn từ Enceladus, Sao Thổ sẽ có đường kính lớn gấp 60 lần so với Mặt Trăng nhìn từ Trái Đất. Hơn nữa, vì Enceladus quay đồng bộ với chu kỳ quỹ đạo của nó nên một mặt của vệ tinh hướng về phía Sao Thổ, hành tinh này không bao giờ di chuyển trên bầu trời Enceladus và không thể nhìn thấy từ mặt nửa không nhìn thấy của Enceladus.
Các vành đai Sao Thổ gần như vô hình, nhưng bóng của chúng trên đĩa Sao Thổ sẽ có thể phân định rõ ràng. Giống như Mặt Trăng nhìn từ Trái đất, bản thân Sao Thổ sẽ có các pha đều đặn. Cũng nhìn từ Enceladus, Mặt Trời sẽ có đường kính chỉ bằng 1⁄9 đường kính của Mặt Trăng nhìn từ Trái Đất.
Trung bình, một quan sát viên trên Enceladus cũng có thể quan sát Mimas (vệ tinh lớn nhất nằm bên trong quỹ đạo của Enceladus) đi qua phía trước Sao Thổ cứ sau 72 giờ. Kích thước rõ ràng của nó sẽ có cùng kích thước với Mặt trăng nhìn từ Trái Đất. Pallene và Methone sẽ gần giống một ngôi sao. Nếu có thể thấy từ mặt đối diện với Sao Thổ của Enceladus, Tethys sẽ đạt kích thước biểu kiến tối đa, gấp khoảng hai lần kích thước của Mặt Trăng khi nhìn từ Trái Đất.

## Sao Thiên Vương

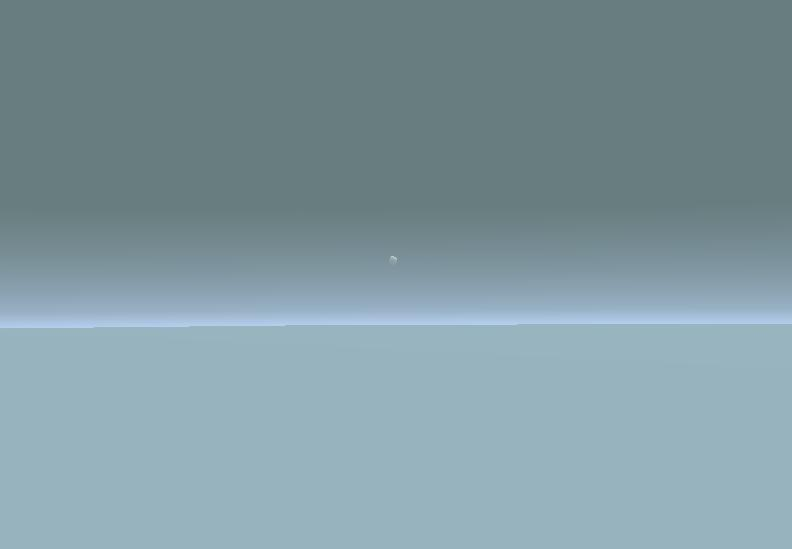
Ariel trên bầu trời Sao Thiên Vương (góc nhìn mô phỏng)

Về màu sắc của khí quyển, bầu trời trên Sao Thiên Vương có thể là màu xanh nhạt. Sẽ rất khó để có thể thấy các vành đai Sao Thiên Vương nhìn từ bề mặt của nó vì chúng rất mỏng và tối.
Cũng không có vệ tinh tự nhiên nào của Sao Thiên Vương có thể lớn bằng Trăng tròn trên bầu trời Trái Đất khi nhìn từ bề mặt Sao Thiên Vương, nhưng đa phần trong số chúng sẽ mang đến một cảnh tượng thú vị cho những quan sát viên đang bay lơ lửng ở phía trên các đỉnh mây. Không như trên Sao Mộc và Sao Thổ, nhiều vệ tinh vòng trong của Sao Thiên Vương có thể được quan sát dưới dạng đĩa chứ không phải chấm nhỏ giống như ngôi sao. Nhìn lên bầu trời trên Sao Thiên Vương, vệ tinh Portia và Juliet có vẻ có kích thước tương đương với Miranda, và một số vệ tinh vòng trong khác có vẻ lớn hơn Oberon. Các vệ tinh tự nhiên dị thường nằm ở bên ngoài sẽ không thể thấy được bằng mắt thường.
Mức độ ánh sáng yếu ớt tại khoảng cách xa Mặt Trời như vậy đảm bảo rằng các vệ tinh lớn có vẻ rất mờ. Vệ tinh Ariel sẽ tỏa sáng nhưng lại mờ hơn 100 lần so với Mặt Trăng khi nhìn từ Trái Đất. Trong khi đó, vệ tinh lớn ngoài cùng Oberon sẽ chỉ sáng như Sao Kim dù nó nằm gần Sao Thiên Vương.

## Sao Hải Vương

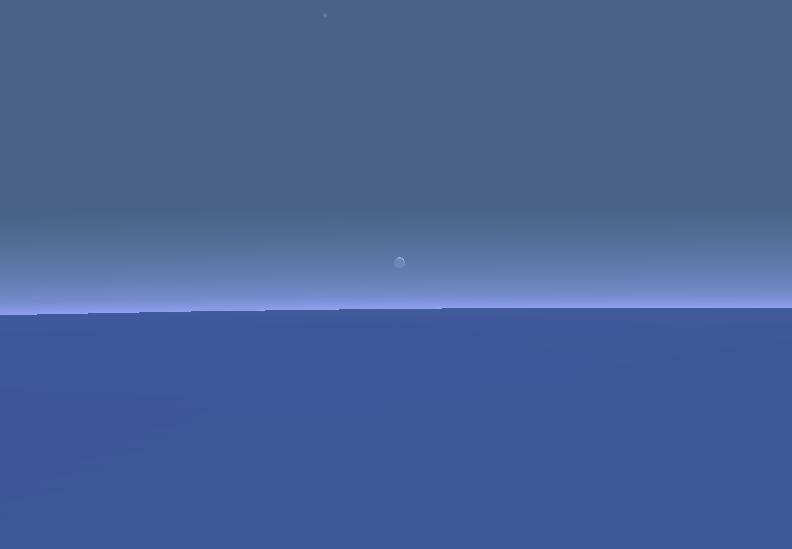
Triton trên bầu trời Sao Hải Vương (góc nhìn mô phỏng)

Cũng về màu sắc của khí quyển, bầu trời trên Sao Hải Vương có thể là màu xanh dương hoặc xanh da trời, tương tự như Sao Thiên Vương. Giống với trường hợp của Sao Thiên Vương, vành đai Sao Hải Vương khó có thể thấy được từ bề mặt của nó vì chúng rất mỏng và tối.
Ngoài Mặt Trời, thiên thể đáng chú ý nhất ở bầu trời trên Sao Hải Vương là vệ tinh lớn Triton, có kích thước biểu kiến nhỏ hơn một chút so với Trăng tròn trên Trái Đất. Nó di chuyển nhanh hơn Mặt Trăng. Triton sẽ nhỏ hơn Proteus và sẽ hiện lên như một đĩa có kích thước bằng một nửa Trăng tròn. Sự thẳng hàng của các vệ tinh vòng trong có khả năng sẽ tạo ra một cảnh tượng ngoạn mục. Vệ tinh lớn vòng ngoài của Sao Hải Vương là Nereid, không đủ lớn để hiện lên dưới dạng đĩa khi nhìn từ Sao Hải Vương và không thể thấy trên bầu trời. Các vệ tinh vòng ngoài dị thường khác cũng sẽ không thể thấy được bằng mắt thường.
Giống với Sao Thiên Vương, mức độ ánh sáng yếu ớt khiến các vệ tinh lớn trông rất mờ.

### Bầu trời trên Triton

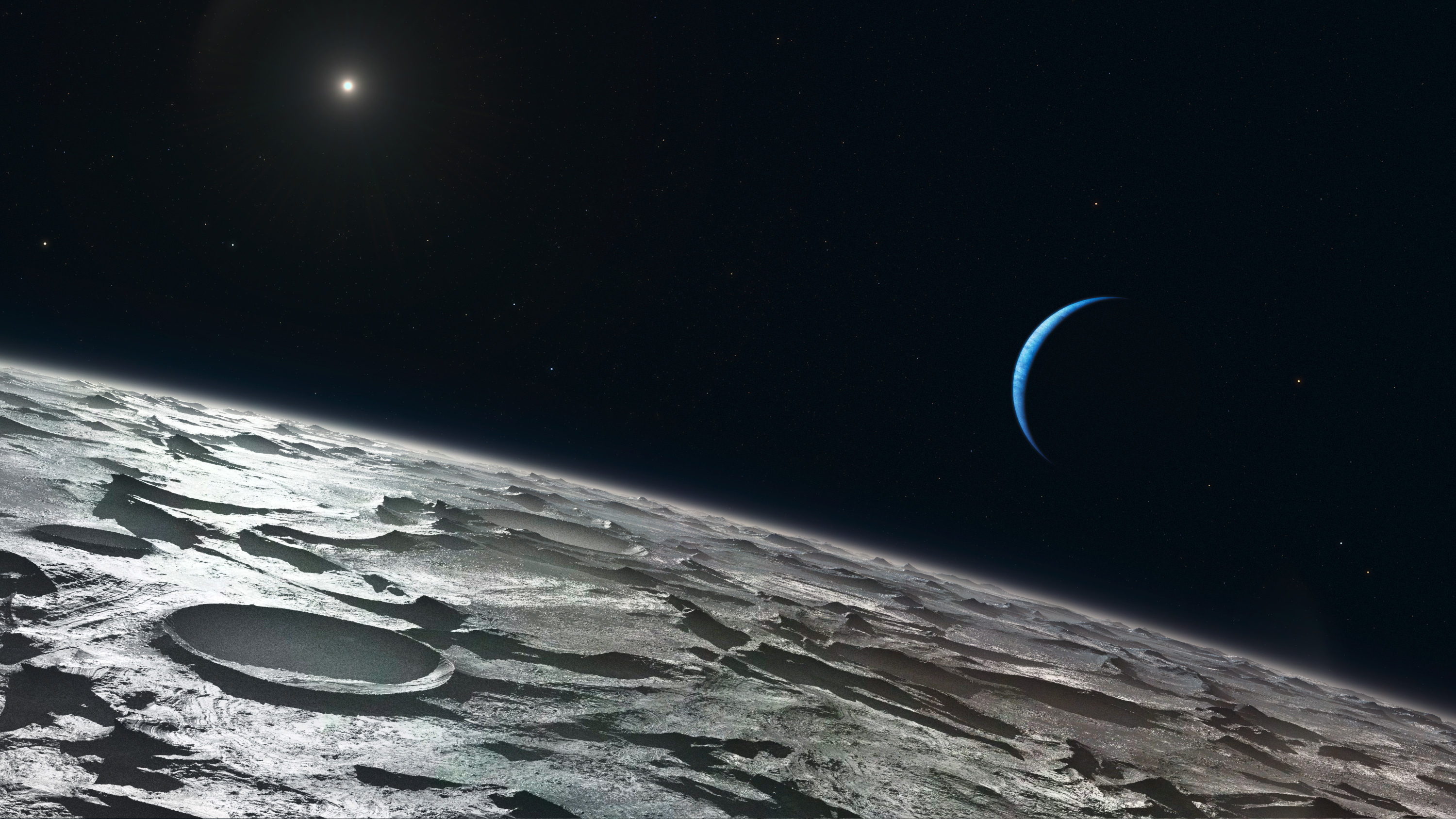
Ảnh minh hoạ về khí quyển mỏng của Triton, cùng với Mặt Trời (phía trên bên trái) và Sao Hải Vương (bên phải).

Triton, vệ tinh tự nhiên lớn nhất của Sao Hải Vương, sở hữu khí quyển nhưng lại quá mỏng nên bầu trời trên Triton vẫn có màu đen, có thể có ít sương mù mờ nhạt ở đường chân trời. Do Triton có quỹ đạo quay đồng bộ nên Sao Hải Vương luôn xuất hiện cùng một vị trí trên bầu trời của nó. Khi Sao Hải Vương quay quanh Mặt Trời, các vùng cực của Triton lần lượt hướng về phía Mặt Trời trong suốt 82 năm, dẫn đến những biến đổi căn bản theo mùa khi một cực, rồi sau đó là cực bên kia, di chuyển về phía ánh sáng Mặt Trời. Bản thân Sao Hải Vương sẽ có độ sáng tối đa bằng độ sáng của Trăng tròn trên bầu trời Trái Đất.
Do quỹ đạo lệch tâm của Triton, Nereid sẽ có độ sáng bị biến đổi đáng kể, đĩa của nó sẽ quá nhỏ để có thể nhìn thấy bằng mắt thường. Proteus cũng sẽ khó quan sát nhưng khi ở vị trí gần nhất thì nó sẽ sáng bằng Sao Lão Nhân (Canopus).

## Thiên thể ngoài Sao Hải Vương
Thiên thể ngoài Sao Hải Vương là các hành tinh nhỏ quay quanh Mặt Trời có khoảng cách trung bình lớn hơn Sao Hải Vương.

### Sao Diêm Vương và Charon

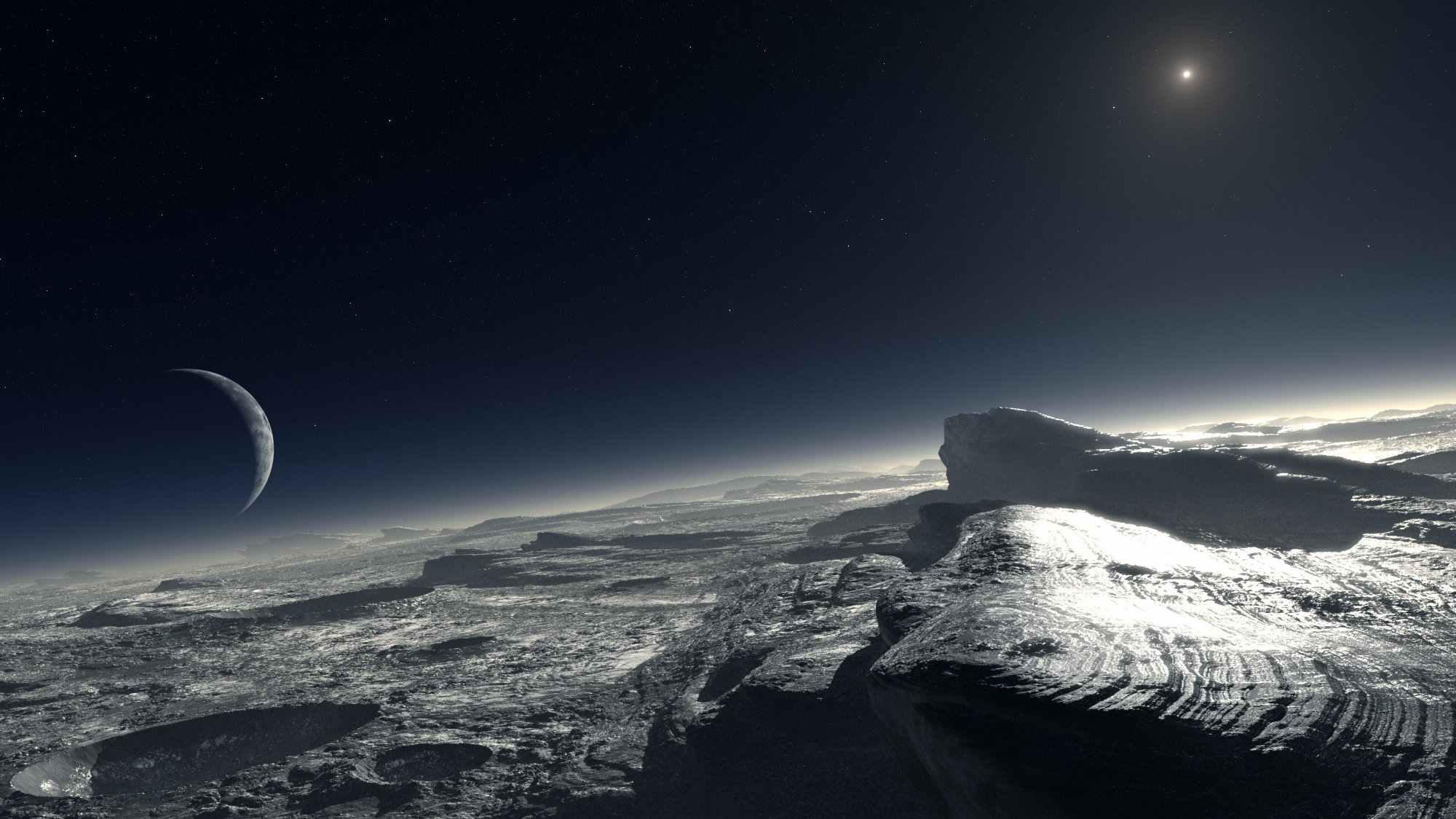
Mặt Trời (phía trên bên phải) và Charon (trái) nhìn từ Sao Diêm Vương (ảnh minh họa).

Sao Diêm Vương cùng với vệ tinh lớn nhất của nó là Charon, chúng quay quanh Mặt Trời tại khoảng cách thường nằm ngoài quỹ đạo của Sao Hải Vương ngoại trừ khoảng thời gian 20 năm trong mỗi quỹ đạo. Nhìn từ Sao Diêm Vương, Mặt Trời tựa như một điểm nhỏ đối với mắt người nhưng vẫn rất sáng, được cho là gấp khoảng 150 đến 450 lần ánh sáng của trăng tròn khi nhìn từ Trái Đất. Tuy nhiên, những quan sát viên trên Sao Diêm Vương sẽ nhận thấy lượng ánh sáng sẵn có đã giảm đi đáng kể.
Khí quyển Sao Diêm Vương bao gồm một lớp mỏng gồm các khí nitơ, metan và carbon monoxide đều có nguồn gốc từ băng của các chất này trên bề mặt của hành tinh lùn. Khi Sao Diêm Vương đến gần Mặt Trời, nhiệt độ bề mặt rắn của Sao Diêm Vương tăng lên, khiến các hợp chất băng này bị thăng hoa thành dạng khí. Khí quyển này cũng tạo ra đám mây mù có màu xanh dương nổi bật có thể thấy được vào lúc hoàng hôn và có thể cả những thời điểm khác trong một ngày Sao Diêm Vương.
Sao Diêm Vương và Charon đều bị khóa thủy triều với nhau. Điều này có nghĩa là Charon luôn hướng một mặt về phía Sao Diêm Vương và Sao Diêm Vương cũng luôn hướng một mặt về phía Charon. Những quan sát viên đứng tại mặt tối của Charon quay lưng lại với Sao Diêm Vương thì sẽ không bao giờ nhìn thấy hành tinh lùn này. Những quan sát viên đứng trên mặt tối của Sao Diêm Vương quay lưng lại với Charon cũng sẽ không bao giờ nhìn thấy vệ tinh. Charon khi nhìn từ bề mặt Sao Diêm Vương sẽ là một thiên thể rất lớn trên bầu trời đêm.

## Sao chổi
Bầu trời trên sao chổi thay đổi đáng kể khi nó tiến gần Mặt Trời. Ở khoảng cách gần nhất với Mặt Trời, băng trên sao chổi bắt đầu thăng hoa khỏi bề mặt của nó, tạo thành các đuôi khí và bụi, cùng với đầu sao chổi. Một quan sát viên trên một sao chổi tiến gần Mặt Trời có thể nhìn thấy các ngôi sao bị che khuất một chút bởi đám mây màu trắng đục, điều này có thể tạo ra hiện tượng hào quang xung quanh Mặt Trời và các thiên thể sáng khác.

## Ngoại hành tinh
Đối với những quan sát viên trên các hành tinh ngoài Hệ Mặt Trời, các chòm sao sẽ khác nhau tùy thuộc vào khoảng cách liên quan. Một hệ quả của việc quan sát không gian từ các ngôi sao khác chính là các ngôi sao có thể sáng trên bầu trời của chúng ta nhưng có thể mờ hơn trên các bầu trời khác và ngược lại.
Một hành tinh quay quanh α Centauri B hoặc α Centauri B sẽ coi ngôi sao kia là ngôi sao thứ cấp rất sáng.
Nhìn từ một hành tinh quay quanh Aldebaran, nằm cách chúng ta 65 năm ánh sáng trong chòm sao Kim Ngưu, Mặt Trời của chúng ta sẽ được xem là một ngôi sao thông thường nằm giữa chòm sao Xà Phu và Thiên Yết. Các chòm sao được cấu thành từ những ngôi sao sáng ở xa sẽ hơi giống nhau (chẳng hạn như chòm sao Lạp Hộ và Thiên Yết) nhưng phần lớn bầu trời đêm có vẻ xa lạ đối với những quan sát viên đến từ Trái Đất. Ngay cả chòm sao Lạp Hộ cũng có vẻ hơi khác một chút. Đứng tại vị trí này, ngôi sao Alnilam và hệ ba sao Mintaka dường như nằm chồng lên nhau, do đó vùng "đai lưng" của chòm sao bị giảm xuống còn hai ngôi sao. Ngoài ra, sao Bellatrix sẽ nằm gần vùng "đai lưng" hơn nhiều, khiến vùng "ngực" của chòm sao Lạp Hộ có phần nhỏ hơn.

## Sao
Nếu Mặt Trời được quan sát từ hệ Alpha Centauri, hệ sao gần nhất với chúng ta, thì nó sẽ như một ngôi sao trong chòm sao Tiên Hậu. Do khoảng cách gần của hệ Alpha Centauri, phần lớn các chòm sao sẽ có vẻ giống nhau.
Nhìn từ xa hơn, Mặt Trời sẽ là một ngôi sao có vẻ ngoài trung bình nằm trong phần đuôi của chòm sao Cự Xà. Ở khoảng cách này, hầu hết các ngôi sao gần chúng ta nhất sẽ ở những vị trí khác với những ngôi sao trên bầu trời của chúng ta, bao gồm cả Alpha Centauri, Sao Thiên Lang (Sirius) và Procyon.